# سنجاب ژاپنی
سنجاب ژاپنی (نام علمی: Sciurus lis) نام یک گونه از سرده سنجاب است.